# Pollia
Pollia Thunb. – rodzaj roślin z rodziny komelinowatych. Obejmuje 19 gatunków występujących na obszarach klimatu strefy międzyzwrotnikowej i podzwrotnikowej Afryki, Azji, Australii i Oceanii oraz w Ameryce Środkowej. Niektóre gatunki stosowane są jako rośliny lecznicze. Owoce P. condensata uważa się za najintensywniej lśniące żywe obiekty na Ziemi.
Nazwa naukowa rodzaju honoruje Jana van de Polla, holenderskiego polityka. Według innych źródeł pochodzi od greckiego słowa πολύς (polis – taki, którego dużo), ze względu na silne rozrastanie się roślin. 

## Zasięg geograficzny
Dziesięć gatunków Pollia występuje w Azji, na obszarze od Półwyspu Indyjskiego do Japonii i Azji Południowo-Wschodniej. Zasięg dwóch, P. secundiflora i P. macrophylla, sięga do Melanezji i Australii. Dwa gatunki: P. papuana i P. verticillata są endemitami Nowej Gwinei. Jeden, P. crispata, występuje we wschodniej Australii. Pięć gatunków Pollia występuje w Afryce, z czego dwa są endemitami Madagaskaru. Jedynym gatunkiem występującym na kontynencie amerykańskim jest Pollia americana, która jest endemitem Panamy w Ameryce Środkowej.

## Morfologia

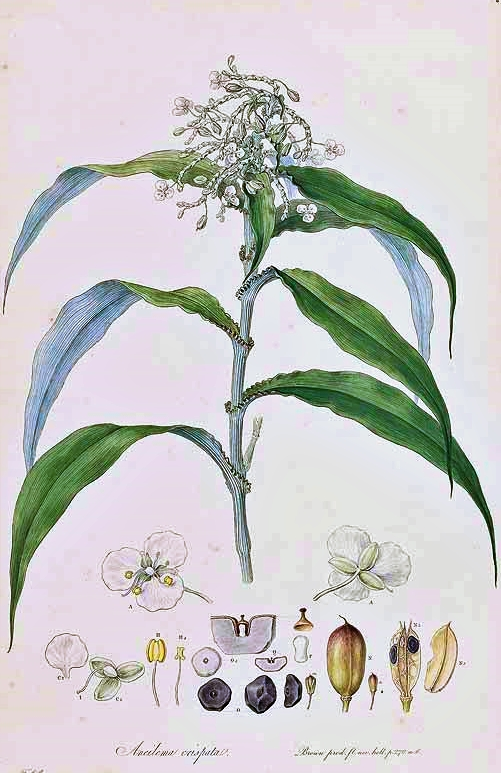
Pollia crispata

PokrójWieloletnie rośliny zielne, rozkrzewiające się przez kłącza lub rozłogi, osiągające 100 cm wysokości.
KorzeńKorzenie włókniste. W węzłach pędów roślina tworzy korzenie przybyszowe.
PędyPoziome, długie kłącze. Łodygi wzniesione lub podnoszące się, zwykle proste.
LiścieUlistnienie skrętoległe. Blaszki liściowe ogonkowe.
KwiatyZebrane w tyrs złożony z dwurzędek, wyrastający wierzchołkowo na pędzie. Okwiat promienisty do lekko grzbiecistego. Trzy listki zewnętrznego okółka wolne, niemal równej wielkości, płytko łódkowate, często powiększające się i pozostające na owocu. Trzy listki wewnętrznego okółka wolne, równej wielkości lub dwa górne nieznacznie różniące się od środkowego, niekiedy krótko paznokciowate, białe, niebieskie, fioletowe lub zielonkawożółte, niekiedy nakrapiane, jajowato-eliptyczne, jajowato-okrągławe lub odwrotnie jajowate. Sześć pręcików równej wielkości, płodnych lub trzy tylne krótsze od przednich i albo płodne, albo zredukowane do prątniczek. Nitki pręcików wolne, nagie. Pylniki podługowate, pękające wzdłużnie. Główki prątniczków trójkątno-lancetowate lub strzałkowate. Zalążnia trójkomorowa.
OwoceJagodopodobne, kulistawe, twarde i skorupiaste, niepękające, trójkomorowe, zwykle lśniące i metalicznie niebieskie, zawierające (1–)3–8(–11) nasion w każdej komorze. Nasiona fioletowoszare, nieco spłaszczone.

## Biologia i ekologia
RozwójBadania nad Pollia crispata wykazały, że roślina ta jest zdolna do samozapylenia, a jej populacja może rozrastać się wegetatywnie przez rozłogi. Owadami zapylającymi kwiaty tego gatunku są głównie bzygowate, smuklikowate oraz pszczoły bezżądłowe z gatunku Tetragonula carbonaria. Badania zapylania P. japonica wykazały obecność wśród zapylaczy również chrząszczy z rodzaju Protaetia oraz Chlorophorus.
SiedliskoWystępuje na brzegach strumieni w lasach deszczowych, na wilgotnych obszarach skalistych na obrzeżach lasów i w podszycie leśnym, od poziomu bliskiego poziomu morza do 1800 m n.p.m.
GenetykaLiczba chromosomów 2n = 10?, 30, 32, 38?.
Właściwości fizyko-chemiczneUważane za najbardziej lśniące w naturze, metalicznie niebieskie owoce P. condensata nie zawierają niebieskiego barwnika. Ścianki komórek zbudowane są z ciasno zwiniętych włókien celulozy, tworzących regularne struktury na powierzchni owocu. Fale świetlne padające na owoc ulegają wielokrotnej interferencji, co prowadzi do zjawiska iryzacji, odpowiadającego za intensywny, tęczowy połysk owoców.

## Systematyka

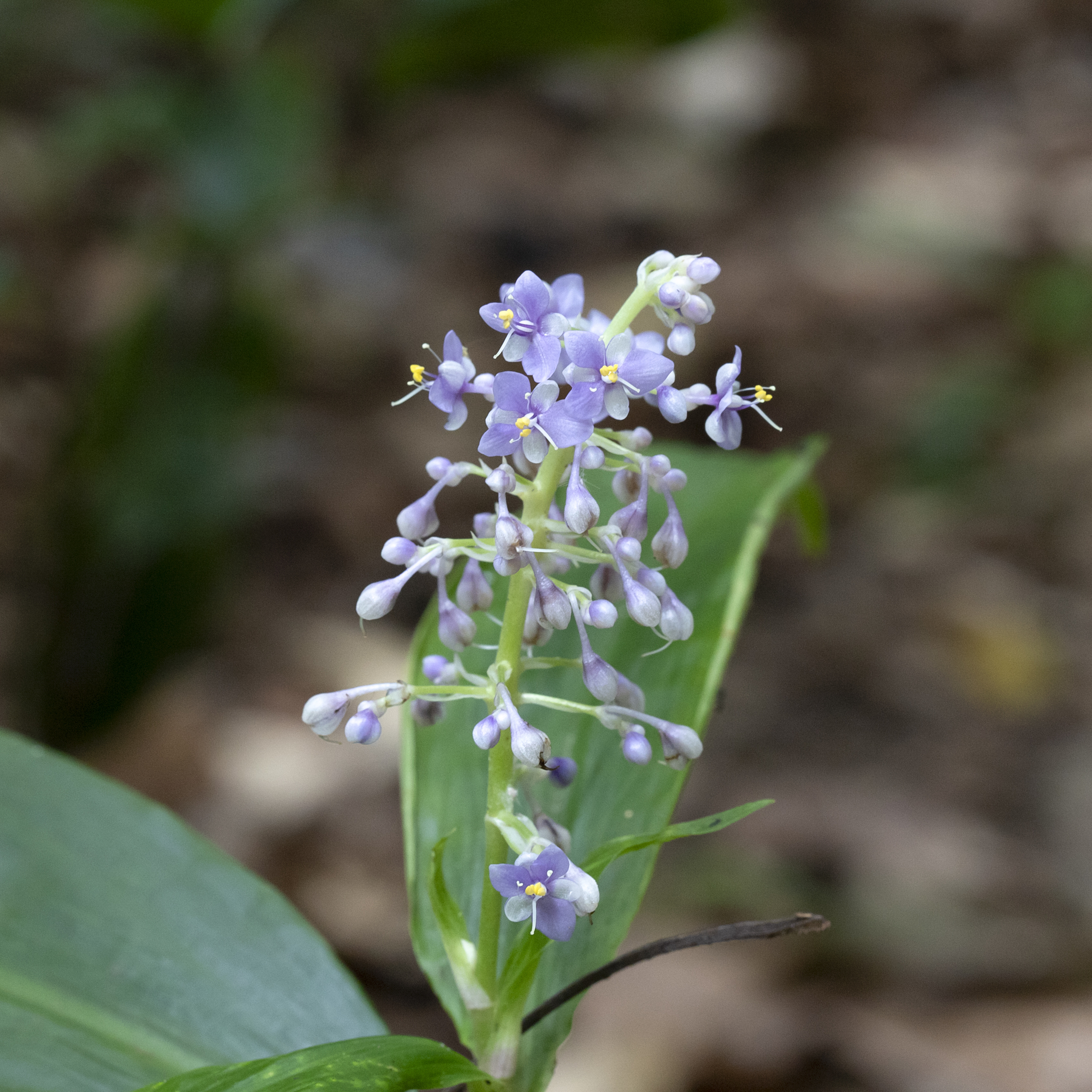
Pollia macrophylla

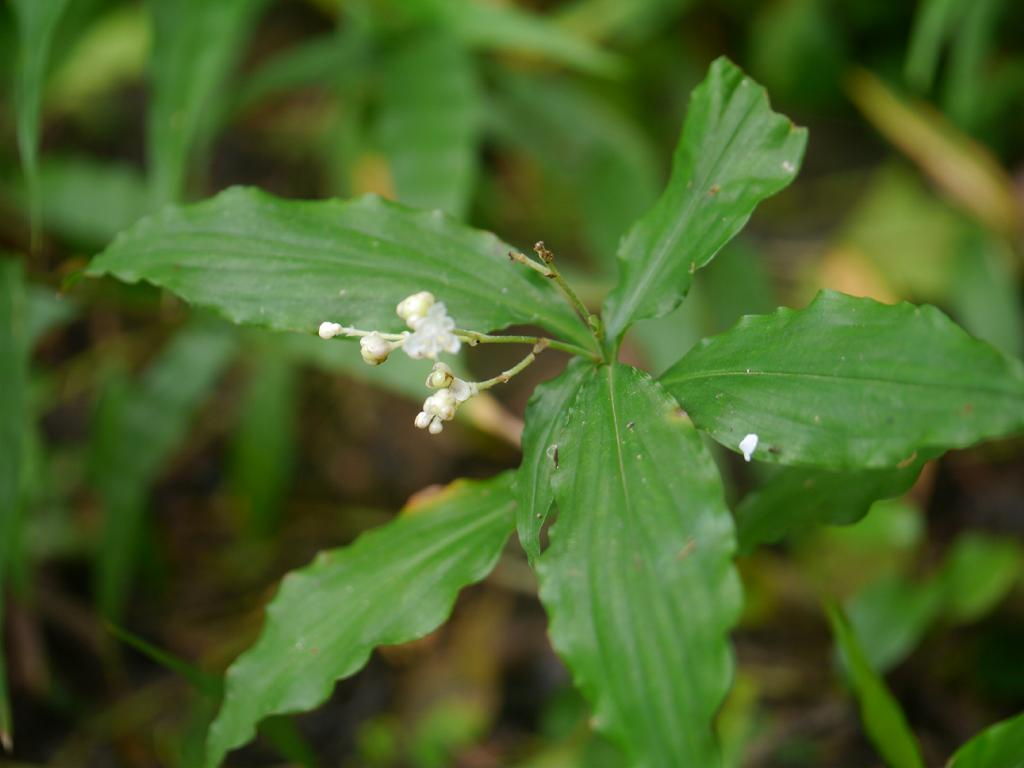
Pollia miranda

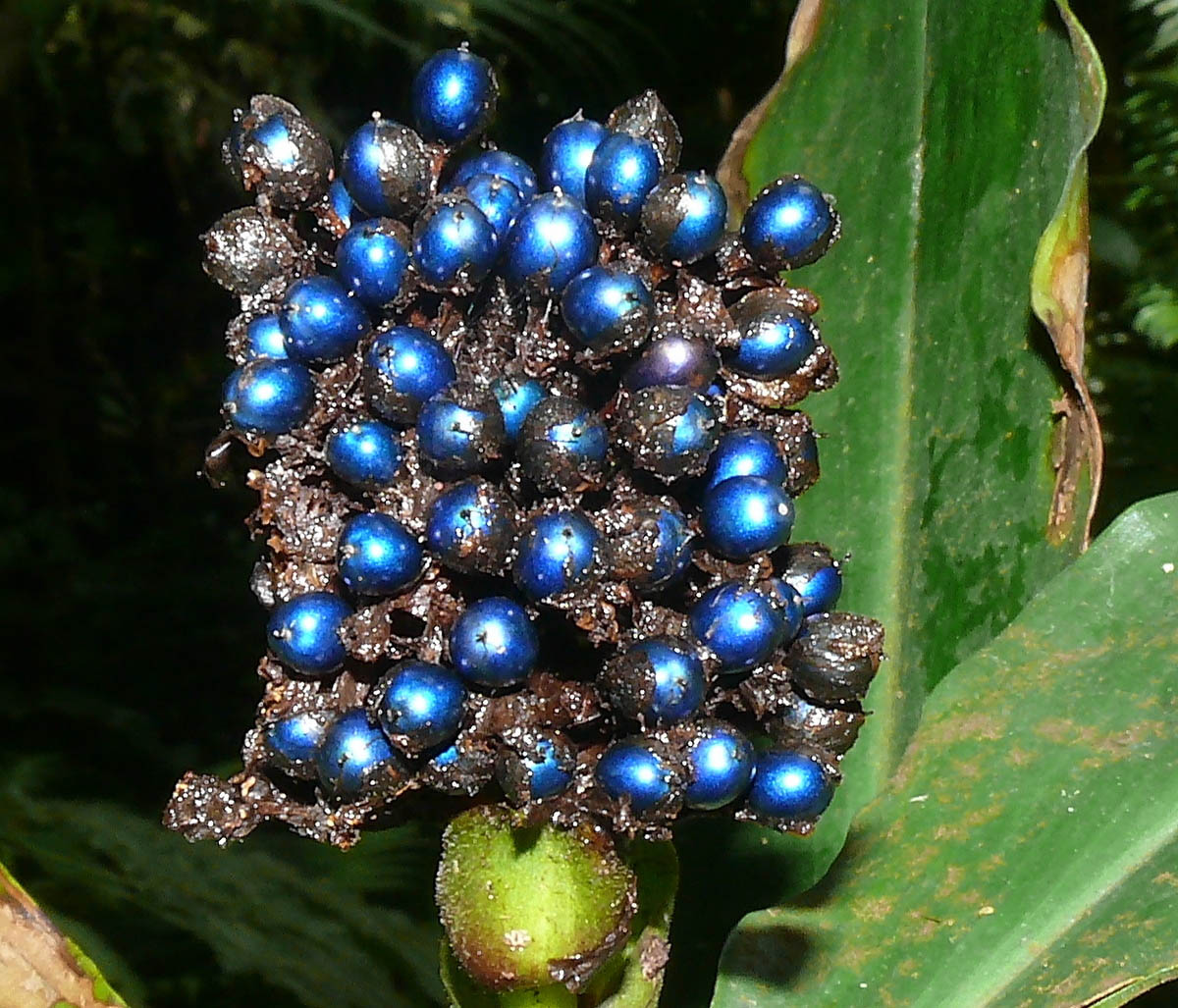
Owoce Pollia condensata

Pozycja systematycznaRodzaj z plemienia Commelineae podrodziny Commelinoideae w rodzinie komelinowatych (Commelinaceae).
Wykaz gatunków
- Pollia americana Faden
- Pollia bracteata K.Schum.
- Pollia condensata C.B.Clarke
- Pollia crispata (R.Br.) Benth.
- Pollia gracilis C.B.Clarke
- Pollia hasskarlii R.S.Rao
- Pollia japonica Thunb.
- Pollia macrobracteata D.Y.Hong
- Pollia macrophylla (R.Br.) Benth.
- Pollia mannii C.B.Clarke
- Pollia miranda (H.Lév.) H.Hara
- Pollia papuana Ridl.
- Pollia pentasperma C.B.Clarke
- Pollia sambiranensis H.Perrier
- Pollia secundiflora (Blume) Bakh.f.
- Pollia subumbellata C.B.Clarke
- Pollia sumatrana Hassk.
- Pollia thyrsiflora (Blume) Steud.
- Pollia verticillata Hallier f.

Mieszańce
- Pollia ×horsfieldii C.B.Clarke (P. secundiflora × P. thyrsiflora)
- Pollia ×zollingeri (Hassk.) C.B.Clarke (P. hasskarlii × P. secundiflora)

Gatunki wymarłe
- † Pollia tugenensis Jacobs and Kabuye, znany z materiału kopalnego sprzed 12,2 miliona lat, odkrytego w tufie wulkanicznym w formacji Ngorora w Kenii

## Znaczenie użytkowe
W Kongo owoce Pollia condensata wcierane są na ból pleców. W Indiach ekstrakt wodny z pędów P. hasskarlii używany jest w postaci kropli do oczu w razie bólu. Dwa gatunki: P. japonica i P. miranda znajdują zastosowanie w tradycyjnej medycynie chińskiej. Napar z całych roślin P. japonica stosowany jest w bólach pleców, bólach żołądka i bólach głowy, a zewnętrznie w razie ukąszenia przez węża. Napar z całych roślin P. miranda stosowany jest w lumbago, skaleczeniach, opuchnięciach, bólach żołądka oraz dysurii. Zewnętrznie świeże, zmiażdżone rośliny przykładane są w ukąszeniach, czyrakach oraz przy wypadaniu odbytnicy.